# Ophiozonella tjalfiana
Ophiozonella tjalfiana är en ormstjärneart som först beskrevs av Ole Theodor Jensen Mortensen 1913.  Ophiozonella tjalfiana ingår i släktet Ophiozonella och familjen Ophiolepididae. Inga underarter finns listade i Catalogue of Life.